# 山川勝雪
山川勝雪（やまかわ しょうせつ、1944年 - ）は、京都伝統工芸者三代目蓮蔵を襲名し、京友禅染の「型友禅」に従事しながら彫刻の美を追求し独自の「切り絵」を作り上げ美術画として完成した。

## 経歴
- 1960年 京都友禅染色型紙彫刻所に入門　京都伝統工芸者二代目蓮蔵に師事。
- 1970年 京都市立芸術大学染色工科講師。
- 1974年 江戸小紋更科を研究のため上京。
- 1981年 日本テレビに出演し作品紹介。
- 1982年 NHKテレビに出演し作品紹介。
- 1983年 京都伝統工芸者三代目蓮蔵を襲名。「更科研究」のため日本代表としてインド・エジプトを文化研究訪問。
- 1985年 浅草にて「蓮蔵工房」を開設。

## 主な作品
- 「森欄丸」
- 「鏡獅子」
- 錦絵「勧進帳」
- ミューシャ「花壇」